# Eluréd
Eluréd es un personaje ficticio perteneciente al legendarium del escritor británico J. R. R. Tolkien y que aparece en su novela El Silmarillion. Es un Peredhil o Medio Elfo, hijo de Dior y Nimloth, y hermano de Elurín y Elwing. Su nombre significa "Heredero de Thingol".
Cuando su padre se negó a devolver el Silmaril a los hijos de Fëanor, estos invadieron el reino de Dior, Menegroth, y mataron a los padres de Eluréd. Eluréd y Elurín fueron abandonados en el bosque (no así Elwing, que escapó), para que murieran de hambre. Maedhros se arrepintió de la monstruosidad cometida y buscó durante un año a los niños que no volvieron a aparecer.
No vuelve a mencionarse el destino de los hermanos, pero en escritos posteriores de Tolkien se habla la posibilidad de que unos pájaros los ayudaron y llevaron a Ossiriand.
- Datos: Q2336076